# Leicester Square

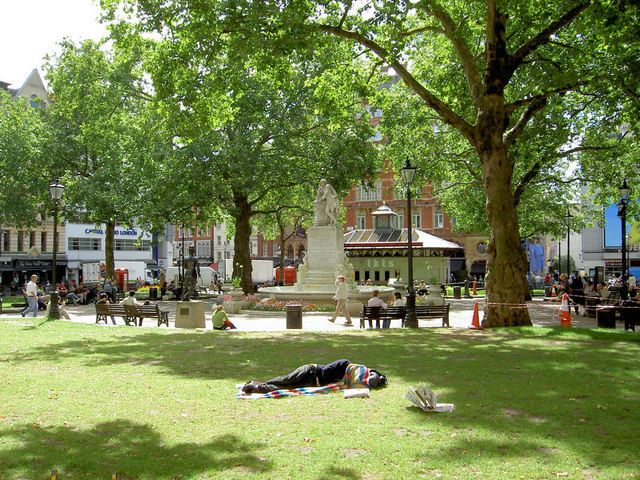
Leicester Square

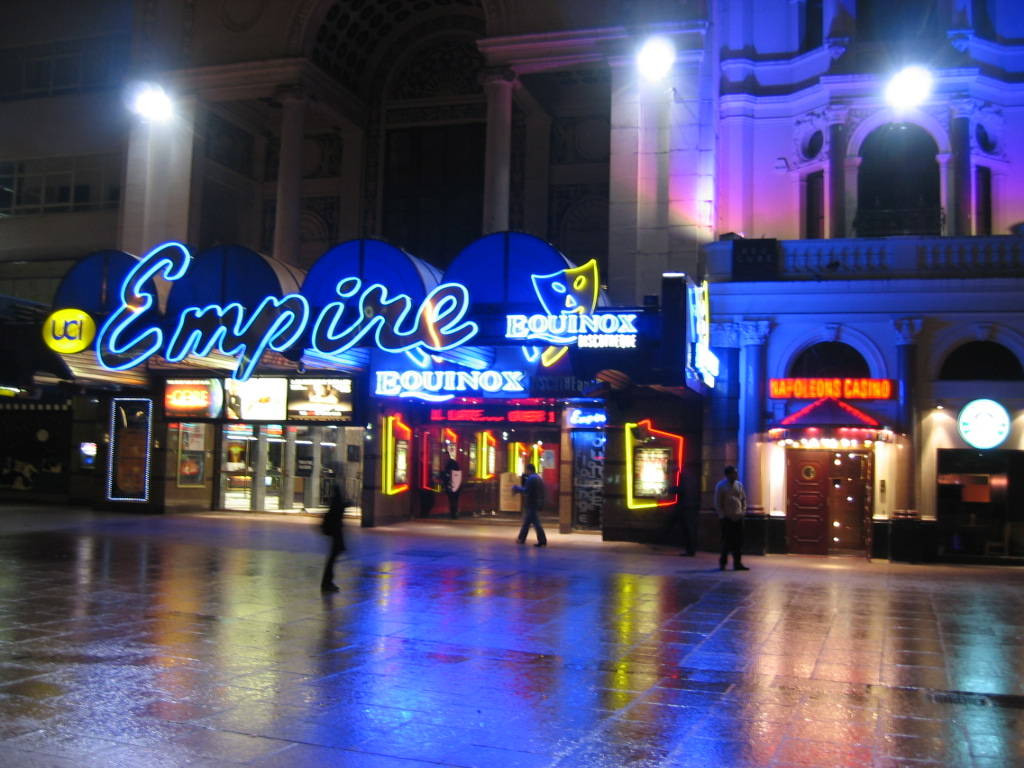
Empire på Leicester Square

Leicester Square är ett torg som ligger mitt i hjärtat av Londons West End och ett stenkast öster om Piccadilly Circus. Runt torget finns restauranger, biografer med mera. Under torget ligger tunnelbanestation Leicester Square som trafikeras av  Northern line och Piccadilly line.

## Galleri

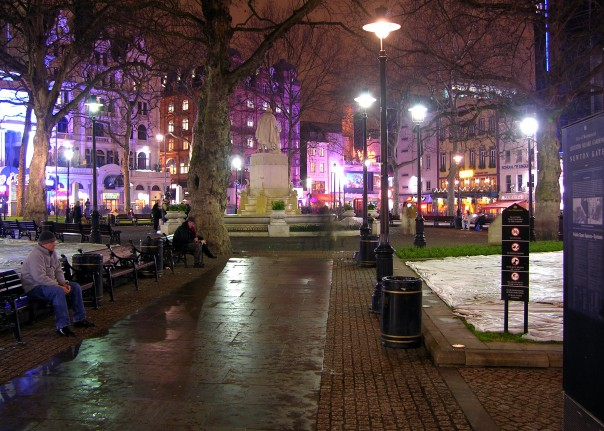
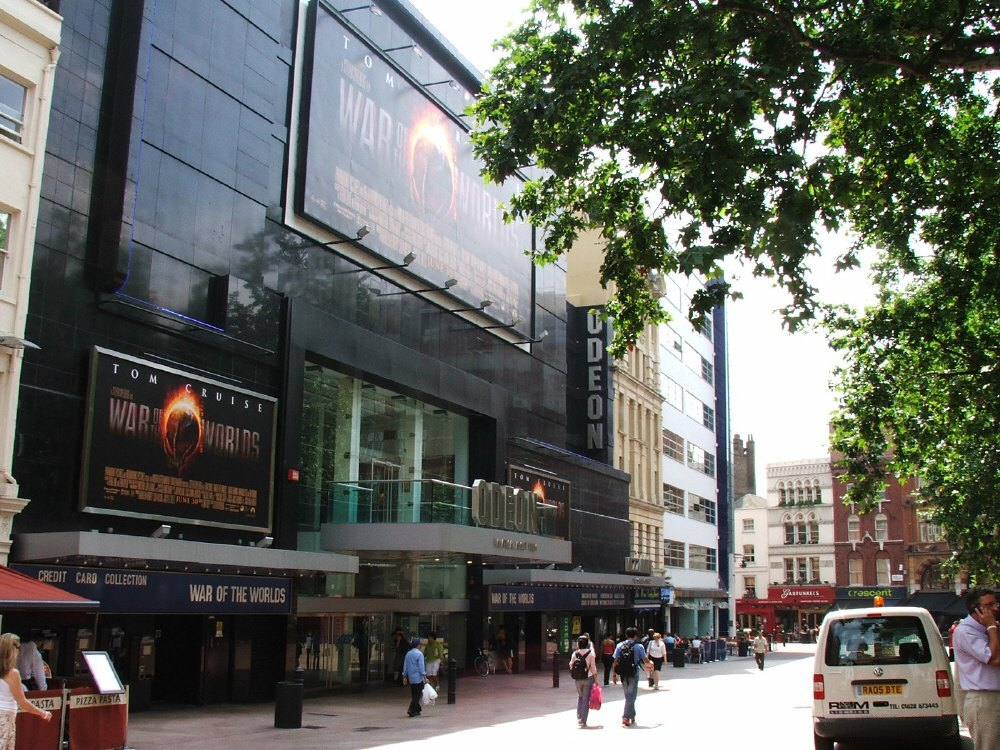
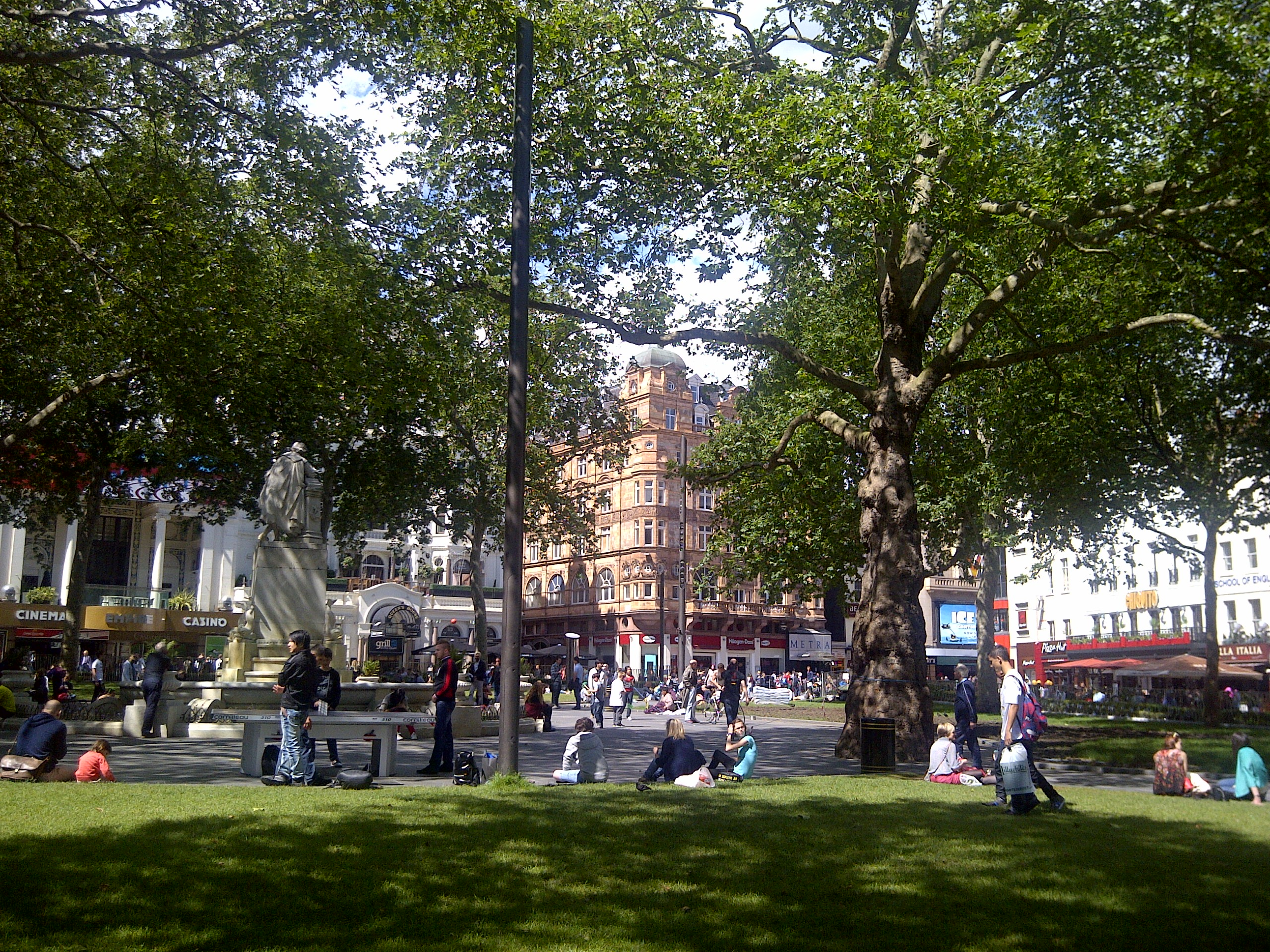
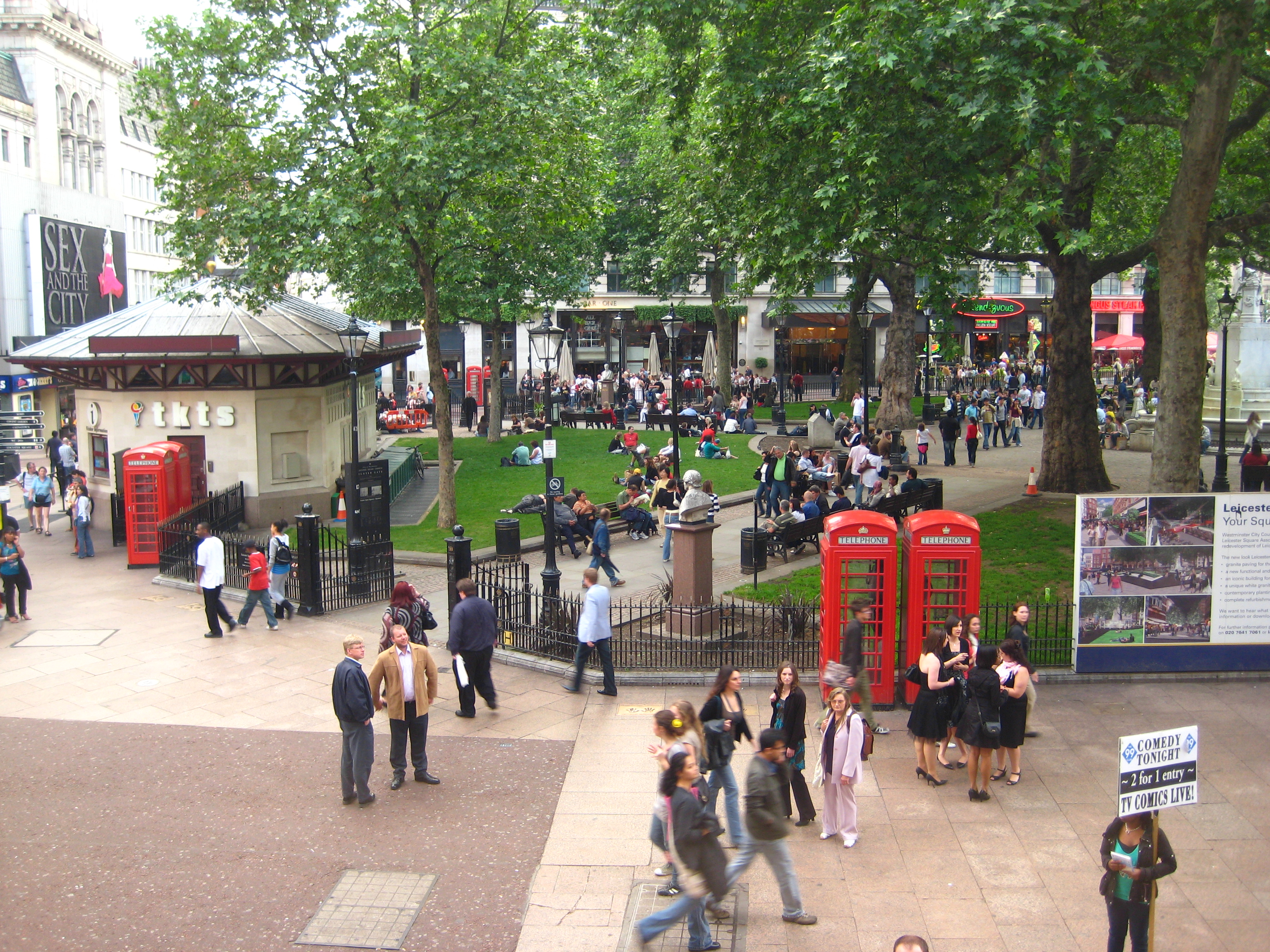